# لويس مونتاسيي
لويس مونتاسيي (بالفرنسية: Louis Montassier) هو فرنسي ترأس نادي الترجي الرياضي التونسي بعد تأسيس النادي مباشرة لأن قانون تأسيس النوادي الرياضية حينها كان يمنع أصحاب الجنسية التونسية من ترأس النوادي الرياضية، لذلك ترأس لويس مونتاسيي الترجي بصفة شكلية لبضعة أشهر فقط من أجل منح التأشيرة من قبل السلطات للنادي، ثم تم تغييره برئيس تونسي وهو السيد محمد المالكي وهو ثاني رجل دولة حصل على شهادة في المحاماة بعد الحبيب بورقيبة الذي كان من أكثر المولعين والشغوفين بحب الترجي حيث إنضم إلى إدارتها كنائب رئيس ثم أصبح رئيس شرفي للنادي.